# Sue Gray
Pour les articles homonymes, voir Gray.
Susan Gray, née en 1957 ou 1958, est une fonctionnaire britannique. Elle est anciennement deuxième secrétaire permanent au Cabinet Office, relevant de Steve Barclay, puis chef de cabinet de Downing Street  en 2024. Elle entre à la chambre des Lords le 4 février 2025.

## Carrière
Née dans le nord de Londres, Susan Gray rejoint la fonction publique directement après l'école à la fin des années 1970 et y travaille depuis, à part une interruption de carrière à la fin des années 1980, décrite par le journaliste Sam McBride comme « étonnamment peu orthodoxe », lorsqu'elle dirigeait le Cove Bar, un pub à Newry, avec son mari Bill Conlon, un chanteur country de Portaferry, dans le comté de Down,. En 2018, on signale qu'elle a des liens familiaux en Irlande du Nord.

### Bureau du cabinet
Elle rejoint le Cabinet Office à la fin des années 1990, après des affectations précédentes dans les domaines de la santé, des transports, du travail et des retraites. Elle sert ensuite au Cabinet Office en tant que directrice générale de l'équipe de propriété et d'éthique (2012-2018) et cheffe du groupe des bureaux privés sous la direction du secrétaire du Cabinet. Dans son rôle de supervision des cabinets ministériels et de l'éthique au sein du gouvernement, Gray est décrite comme « la femme qui dirige le pays »,. En 2011, elle informe à tort Michael Gove que la conduite des affaires du gouvernement via des comptes de messagerie privés l'exempterait des lois sur la transparence. En 2012, elle dirige l'enquête Plebgate (en) au sein du Cabinet Office, la réforme des organismes publics non ministériels, et l'enquête sur les allégations contre le député Damian Green concernant son utilisation d'ordinateurs destinés à des fins professionnelles,, ; Green est renvoyé par la suite de son poste au cabinet.
En janvier 2018, l'exécutif d'Irlande du Nord annonce que Gray serait transféré à la fonction publique d'Irlande du Nord en tant que secrétaire permanent du ministère des Finances de l'exécutif d'Irlande du Nord à partir de mai 2018. En avril 2018, il est annoncé que Susan Gray serait remplacé au Cabinet Office par Helen MacNamara (en). En 2020, Gray n'est pas nommée à la tête de la fonction publique d'Irlande du Nord et, dans une interview ultérieure avec la BBC déclare : « Je soupçonne que les gens ont peut-être pensé que j'étais peut-être trop un challenger ou un perturbateur. Je suis les deux... ». En avril 2021, il est rapporté que Gray retournait à Whitehall pour devenir le deuxième secrétaire permanent du Cabinet Office. Elle relevait initialement de Michael Gove, qui est remplacé au poste de ministre du Cabinet Office en septembre 2021 par Steve Barclay, et est chargée de la politique sur l'Union et la constitution,.
En décembre 2021, Sue Gray reprend l'enquête sur les fêtes de Noël et les autres rassemblements ayant eu lieu au 10 Downing Street alors que des restrictions liées au Covid-19 étaient en vigueur. L'enquête est initialement dirigée par Simon Case, le secrétaire du cabinet, jusqu'à ce qu'il se récuse (en) après avoir appris qu'un événement de Noël 2020 avait eu lieu dans son propre bureau. Cette enquête doit permettre de déterminer si le Premier ministre Boris Johnson était au courant des soirées de Downing Street et s'il y a participé,. Les premiers résultats de l'enquête sont publiés le 31 janvier 2022. Dans le rapport, Sue Gray condamne « un grave manquement » de la part de Boris Johnson à respecter les normes du gouvernement, et déclare également qu'une série de rassemblements étaient « difficiles à justifier » alors que des millions de personnes ne pouvaient pas rencontrer leurs amis et leurs proches.

### Réputation
Sue Gray est dépeinte comme relativement inconnue mais très influente, et est décrite comme « une énigme ». Un portrait de 2015 publié par la BBC note qu'elle est « notoire... pour sa détermination à ne pas laisser de traces de documents », a conseillé aux conseillers spéciaux comment détruire les e-mails par « double suppression » et effectué au moins six interventions « pour dire aux départements pour lutter contre les divulgations en vertu de la loi sur la liberté d'information »,. Elle est décrite par l'ancien Premier ministre Gordon Brown, dans ses mémoires, comme quelqu'un sur qui on pouvait compter pour « des conseils avisés lorsque - comme cela arrivait trop régulièrement - des mini-crises et des crises se produisaient ». Rajeev Syal dans The Guardian l'a décrite comme « une opératrice sans compromis ». Le journaliste politique Andrew Gimson (en) écrit à son sujet : « Tout pouvoir à la fonction publique est son modus operandi. Elle doit son allégeance au gouvernement permanent et à l'État profond ». L'ancien ministre du cabinet Oliver Letwin dit d'elle : « À moins qu'elle ne soit d'accord, les choses ne se passent tout simplement pas. Les remaniements ministériels, les réorganisations ministérielles, tout cela — tout dépend de Sue Gray ».